# سیارک ۱۱۸۴۲
سیارک ۱۱۸۴۲ (به انگلیسی: 11842 Kap'bos، نامگذاری:1987BR1) یازده هزار و هشتصد و چهل و دومین سیارک کشف شده‌است که در ۲۲ ژانویه ۱۹۸۷ کشف شد.
قدر مطلق سیارک برابر ۲۰٫۴ است.